# Sybra tessellata
Sybra tessellata là một loài bọ cánh cứng trong họ Cerambycidae.